# Раудондварис (Реша)
Раудондварис  (лит. Raudondvaris) — деревня в Вильнюсском районе, в Решском старостве, в 2,5 км к северо-востоку от Диджёйи Реше, в 15 км к северу от центра Вильнюса. Центр сянюнайтии. Раудондварис находится у озера Раудонойо-Дваро, недалеко от шоссе А14 Вильнюс — Утена (на другой стороне которого находится деревня Параудондваряй) и ответвления от него 172 Раудондварис — Гедрайчяй — Молетай. На востоке находятся леса Вяркяйского регионального парка.

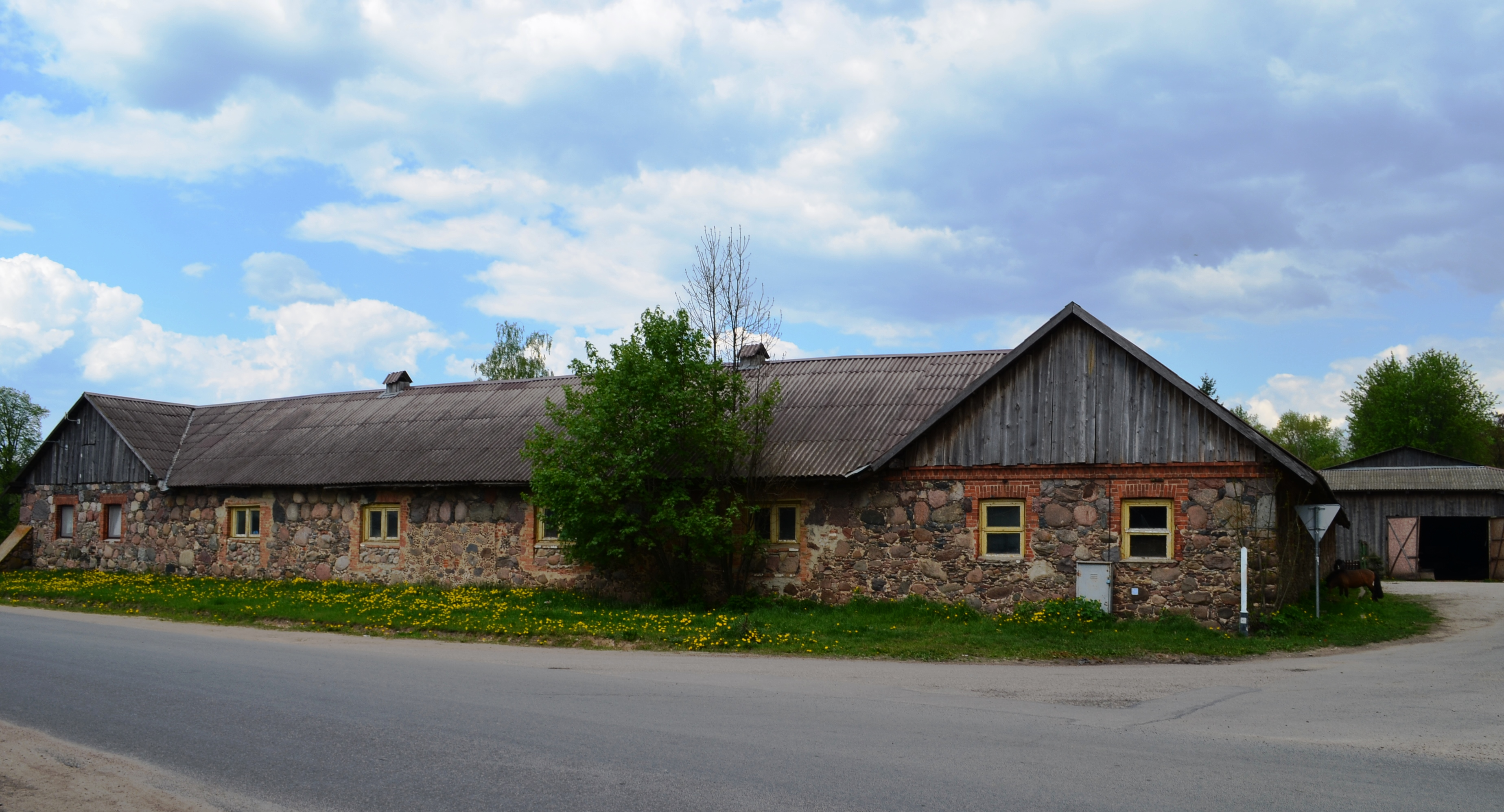
Дворцовые конюшни

В деревне сохранились ценные исторические постройки XVIII—XIX веков: усадебный парк XVIII века поместья Раудондварис (9 га), уцелевший усадебный дом, амбар с портиком из деревянных колонн, жилые дома.

## История
В 1841 году в усадьбе Раудондварис был открыт завод английского пива и портера (в 1851 году в нём работало 11 рабочих, было произведено ~8000 вёдер пива).
В 1885 году был обнаружен клад XV века с различными монетами и серебряными слитками.

## Население
| 1905                           | 1931 | 1959 | 1970 | 1979 | 1986 | 1989 |
| ------------------------------ | ---- | ---- | ---- | ---- | ---- | ---- |
| 3                              | 62   | 248  | 321  | 384  | 358  | 347  |
| 2001                           | 2011 | 2021 | -    | -    | -    | -    |
| 313                            | 271  | 296  | -    | -    | -    | -    |
| Гистограмма динамики населения |      |      |      |      |      |      |